# Jaguar Mark I
Jaguar Mark I – luksusowy samochód osobowy produkowany przez brytyjską firmę Jaguar Cars w latach 1955 do 1959. Dostępny jako 4-drzwiowy sedan. Następca modelu 1½ Litre saloon. Do napędu używano silników R6 o pojemności 2,5 lub 3,4 litra. Moc przenoszona była na oś tylną poprzez 4-biegową manualną bądź 3-biegową automatyczną skrzynię biegów. Samochód został zastąpiony przez model Mark II. Powstało 37397 egzemplarzy.

## Dane techniczne (Mark I 2.4)

### Silnik
- R6 2,5 l (2483 cm³), 2 zawory na cylinder, DOHC
- Układ zasilania: gaźnik
- Średnica × skok tłoka: 83,00 mm × 76,50 mm
- Stopień sprężania: 8,0:1
- Moc maksymalna: 114 KM (83,5 kW) przy 5750 obr./min
- Maksymalny moment obrotowy: 190 N•m przy 2000 obr./min

### Osiągi
- Przyspieszenie 0-100 km/h: 14,4 s[2]
- Prędkość maksymalna: 163 km/h[2]
- Średnie zużycie paliwa: 15,5 l / 100 km[2]